# Seguridad física
Seguridad Física es el conjunto de mecanismos y acciones que buscan la detección y prevención de riesgos, con el fin de proteger algún recurso o bien material. En el caso de recintos como edificios, oficinas, residencias, otros, se entiende como, los mecanismos que llevan a disminuir las probabilidades que ocurran eventos que atenten contra el bienestar de los individuos y sus posesiones (robos, violaciones, entre otros).
La seguridad física orientada a domicilios, oficinas y otras edificaciones es puesta en práctica por la ciudadanía y por profesionales en el área (seguridad privada, cerrajeros, sistemas de vigilancia).
Cualidad de estar libre y exento de todo peligro,daño o riesgo.

## Orígenes de la Seguridad Física
Desde tiempos remotos el hombre ha buscado protección. En los primeros días buscaba protección personal contra las inclemencias de la naturaleza y luego fue haciéndose más complejo, haciendo complejas también sus necesidades.
En cierto punto el hombre se fue congregando, fueron creándose pequeñas comunidades que le dieron forma a la sociedad como la conocemos.
La búsqueda de mejores oportunidades en grandes ciudades como parte de la Revolución Industrial fue promoviendo la distribución desigual de la población mundial. Como consecuencia, muchas áreas quedaron superpobladas, convirtiéndose esto en un problema que afectó directamente a la sensación de seguridad del ser humano. Eran muchos, mayormente desconocidos, en un área muy reducida.
Estar rodeados de muchos fue afianzando en el hombre la necesidad de proteger lo que consideraba como suyo y de allí comienza a plantear mecanismos para la defensa de sus bienes.
Desde ese punto, hasta la actualidad, la humanidad ha perfeccionado los mecanismos y sistemas de protección personal; en el camino fueron agregándose tecnologías que hicieron de la seguridad una acción más fiable.
El aumento de los índices de robo en ciertas zonas también contribuyó al desarrollo de la seguridad física como necesidad y fue convirtiéndola en negocio y especialización.

## Detección y prevención de riesgos
Como consecuencia la disminución de la sensación de seguridad en los seres humanos, se plantearon mecanismos para la detección y prevención de situaciones de riesgos en espacios físicos.
Para la detección y prevención de riesgo se toman en cuentan variables fundamentales entre las que se encuentran:
- Estudio del entorno en riesgo
- Probabilidad de ocurrencia de riesgos de acuerdo al tipo
- Características del recinto a proteger

## Planificación de la seguridad física
Una vez que se ha detectado una posible situación de riesgo, se planifican las acciones de seguridad física. La planificación suele depender de:
- Expectativa de seguridad
- Tecnología a emplear
- Presupuesto para la inversión en seguridad

Entre los elementos típicos que se incluyen en un plan de seguridad física están:
- Protección para accesos (puertas, ventanas y otros)
- Sistemas de vigilancia monitorizados (cámaras)
- Sistemas de seguridad privada
- lineamientos de seguridad para usuarios (cómo mantener el nivel de seguridad con acciones cotidianas)

## Participación de cerrajeros y otros profesionales en la seguridad física
La planificación  de la seguridad física en recintos suele ser una acción común en la sociedad actual. Por lo general, la participación de profesionales en la materia es necesaria para que se cumplan con las expectativas del sistema.
Los profesionales en cerrajería suelen ser actores directos en el plan de seguridad física porque se encargan de la instalación y mantenimiento de los elementos que componen el sistema de seguridad (puertas, ventanas y otros accesos). Con el avance de la tecnología,nuevos profesionales se han sumado al equipo de trabajo de los planes de seguridad física.

## Avance tecnológico en la seguridad de recintos
La automatización de procesos en una vivienda, conocida como domótica, es parte del avance tecnológico de la seguridad física en búsqueda de mejorar la sensación de seguridad del ser humano en sociedad.
La tecnología de fabricación de piezas de cerrajería también ha evolucionado de acuerdo a las nuevas necesidades de protección. Actualmente las cerradura inteligentes y los sistemas reforzados de apertura y cierre de puertas proveen un nuevo nivel de seguridad para recintos, tanto comerciales como residenciales. 